# Leon Sternbach

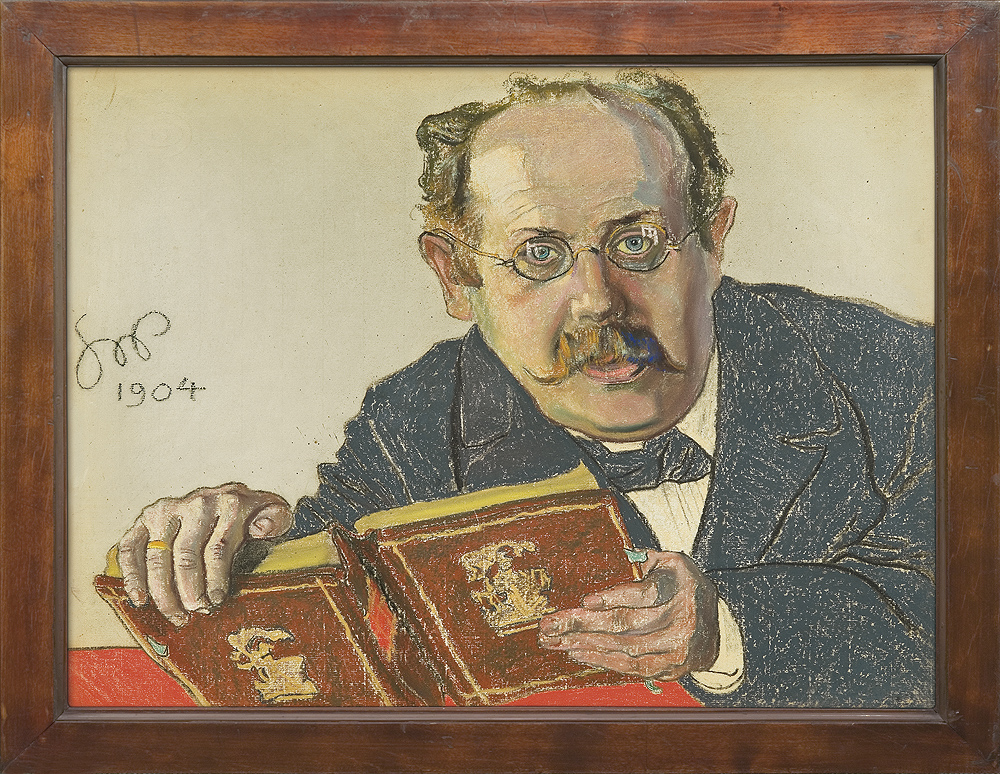
Porträt von Stanisław Wyspiański (1904)

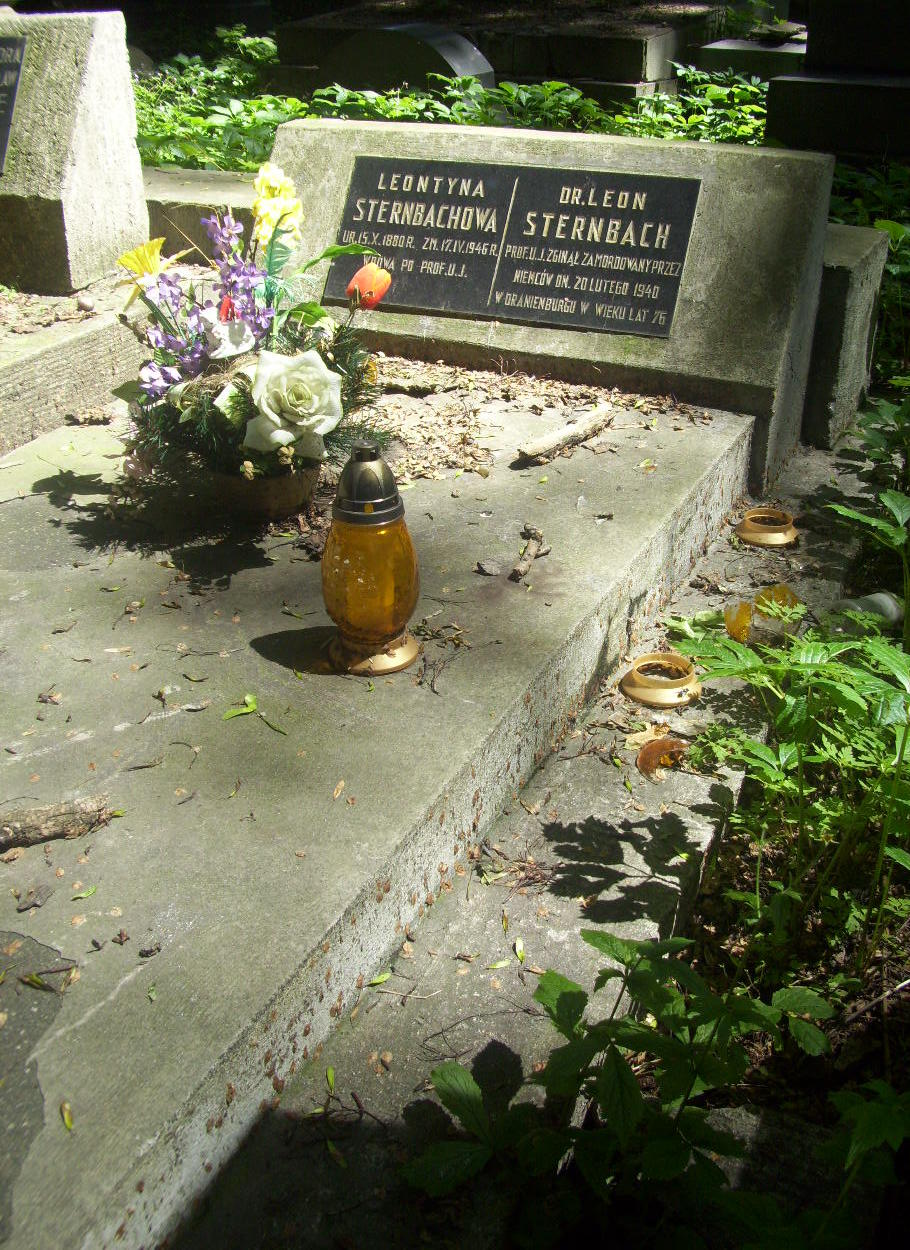
Das Grab der Leontyna Sternbach auf dem Nowy cmentarz żydowski in Krakau erinnert an Leon Sternbach

Leon Sternbach (* 2. Juli 1864 in Drohobytsch, Galizien, Kaisertum Österreich; † 20. Februar 1940 im KZ Sachsenhausen) war ein galizisch-österreichischer Professor für Altphilologie an der Jagiellonen-Universität in Krakau.

## Leben
Leon Sternbach war jüdischer Herkunft und hatte von 1882 bis 1886 in Leipzig, Dresden und Wien studiert. Er wurde 1886 promoviert und 1889 für Altphilologie an der Universität Lemberg habilitiert. Er wurde 1892 zum außerordentlichen, 1897 zum ordentlichen Professor in Krakau ernannt. Ab 1893 war er korrespondierendes Mitglied der Polnischen Akademie der Gelehrsamkeit in Krakau. Im akademischen Jahr 1904/1905 war er Dekan der Philosophischen Fakultät. 
Nach der deutschen Besetzung Polens durch die Wehrmacht wurde er im Rahmen der Sonderaktion Krakau 1939 inhaftiert und in das Konzentrationslager Sachsenhausen gebracht, wo er am  20. Februar 1940 von Gustav Sorge ermordet wurde.
Der US-amerikanische Chemiker und Pharmazeut Leo Sternbach (1908–2005) war sein Neffe.